# Wyoming (Michigan)
Wyoming – miasto (city) w hrabstwie Kent, w zachodniej części stanu Michigan, w Stanach Zjednoczonych, położone na południowym brzegu rzeki Grand, stanowiące część zespołu miejskiego Grand Rapids. W 2013 roku miasto liczyło 74 100 mieszkańców.